# Кирей, Василий Фадеевич
Васи́лий Фадде́евич (Фаде́евич) Кире́й (9 (21) декабря 1879 — 5 июня 1942) — русский офицер-артиллерист, герой Первой мировой войны, Георгиевский кавалер, генерал-майор (1917); в 1918—1920 годах — участник «белого» движения, в 1930-х годах — бригадный генерал армии Чехословакии.

## Биография
Из дворян Черниговской губернии. Православного вероисповедания. Родился в Батурине Конотопского уезда, в семье обер-офицера, впоследствии — отставного майора.
Родные братья, ставшие офицерами, — Михаил (1873—1914; убит в бою), Иван (1876 — ок.1954), Александр (1882—1959).
Воспитывался, как и его братья, в Оренбургском Неплюевском кадетском корпусе (окончил курс).

### Служба в Русской императорской армии
По окончании курса наук в кадетском корпусе, 31 августа 1898 года вступил в военную службу юнкером Константиновского артиллерийского училища в Санкт-Петербурге. По окончании, по 1-му разряду, 3-х классов училища, в августе 1901 года был произве́ден из портупей-юнкеров в подпоручики, с назначением на службу в 42-ю артиллерийскую бригаду, расквартированную в Нежине, Черниговской губернии.
За выслугу лет в сентябре 1903 года был произве́ден в поручики, затем, в сентябре 1907 года, в штабс-капитаны.
Выдержав предварительные испытания по наукам, с октября 1906 по май 1909 года обучался в Санкт-Петербурге, в Михайловской артиллерийской академии. По окончании по 1-му разряду двух классов и дополнительного курса академии, был произведён за отличные успехи в науках в капитаны, с переводом на службу в 33-ю артиллерийскую бригаду, расквартированную в губернском городе Киеве.
В августе 1910 года был переве́ден в 21-й мортирный артиллерийский дивизион (город Курск).
С октября 1912 по июль 1914 года обучался в Императорской Николаевской военной академии в Санкт-Петербурге. Прошёл курс 2-х классов академии, однако учёбу прервала война.
На январь 1914 года — числился во 2-й батарее 21-го мортирного артиллерийского дивизиона младшим офицером, находился в Николаевской военной академии, был не женат, в военных кампаниях не участвовал.

#### Первая мировая война
По объявлении мобилизации и прекращении учебного процесса в Академии, капитан Кирей был отправлен в свою воинскую часть, в составе которой принимал участие в боевых действиях войск 3-й армии Юго-Западного фронта. К Генеральному штабу причислен не был и в дальнейшем в состав офицеров Генерального штаба не переводился, — числился по полевой лёгкой артиллерии. В июне 1915 года, за отличия в делах против неприятеля, был произведен в подполковники.
В августе 1915 года назначен командиром 4-й батареи 32-й артиллерийской бригады, действовавшей на Юго-Западном фронте в составе войск 9-й армии. Особо отличился в мае-июне 1916 года при организации и проведении артиллерийской подготовки артиллерией 11-го армейского корпуса в ходе Брусиловского прорыва.
В начале октября 1916 года назначен командиром 3-й батареи 37-й артиллерийской бригады, а в конце того же месяца — штаб-офицером для поручений при Управлении инспектора артиллерии армий Юго-Западного фронта.
В марте 1917 года, за отличия в делах против неприятеля, произве́ден в полковники
В мае 1917 года был назначен командующим 6-й полевой тяжёлой артиллерийской бригадой и в следующем месяце, за отличия в делах против неприятеля, произве́ден в генерал-майоры, с утверждением в занимаемой должности.
В начале июля 1917 года, поскольку Управление 6-й полевой тяжёлой артиллерийской бригады было упразднено, генерал-майор Кирей был назначен исправляющим должность инспектора артиллерии 41-го армейского корпуса 7-й армии Юго-Западного фронта.
С 09.09.1917 — врид командующего 23-м армейским корпусом (8-я армия, Румынский фронт)

### Гражданская война в России
После Октябрьской революции в Петрограде, в ноябре 1917 года, прибыл в распоряжение генерал-лейтенанта Скоропадского, командующего 1-м Украинским корпусом, и в декабре 1917 года был командирован в Киев, в распоряжение Генерального войскового секретаря Украинской народной республики Семёна Петлюры. В январе 1918 года, в составе штаба военизированного формирования «Гайдамацкий кош Слободской Украины», принимал участие в организации обороны Киева.
В период Украинской державы входил в состав Генерального штаба, был членом комиссии по созданию военных школ и академий.
Летом 1918 года перешёл на службу в Добровольческую армию генерала Деникина на должность начальника артиллерийского снабжения. На той же должности — в штабе Главнокомандующего ВСЮР (в ноябре 1918 года был начальником артиллерии Дроздовской дивизии).
В 1920 году — в Русской армии генерала Врангеля, — начальник Военно-технического управления и референт Врангеля по «украинским делам».

### В эмиграции
С сентября 1920 года — в эмиграции. После недолгого пребывания в Югославии и Франции, в 1924 году поступил на службу, в чине полковника, в чехословацкую армию. Последняя должность — начальник 11-й полевой артиллерийской бригады в военном округе Кошице (восточная Словакия); бригадный генерал. С первого сентября 1938 года — в отставке.
Скончался в 1942 году в Праге. Похоронен на Ольшанском кладбище Праги.

## Научные труды
Василий Фаддеевич Кирей — автор нескольких работ по тактике применения артиллерии в бою:
- В. Ф. Кирей. Выводы из применения артиллерийских масс при атаке. — Петроград. — 1916.
- В. Ф. Кирей. Артиллерия атаки и обороны. Выводы из применения артиллерии на Русском фронте в 1914—1917 гг. М. — 1926.
- В. Ф. Кирей. Артиллерия атаки и обороны. Выводы из применения артиллерии на Русском фронте в 1914—1917 гг. Примечания Ю. М. Шейдемана. Издание второе. — Госвоениздат. М. — 1936.

Подполковник Кирей, разработав новую артиллерийскую тактику для Русской армии, внёс огромный вклад в успех Брусиловского наступления. Современные историки, оценивая весомый вклад В. Ф. Кирея в развитие артиллерийской тактики, называют его «русским Брухмюллером».

## Награды
- Орден Святого Станислава 3-й степени (ВП от 29.01.1906)
- Орден Святой Анны 3-й степени (ВП от 10.05.1912)
- Медаль «В память 100-летия Отечественной войны 1812 года» (1912)
- Медаль «В память 300-летия царствования Дома Романовых» (1913)
- Орден Святого Владимира 4-й степени с мечами и бантом (ВП от 25.03.1915)
- Орден Святого Станислава 2-й степени с мечами (утв. ВП от 15.12.1915, стр. 11)
- Орден Святой Анны 2-й степени с мечами (утв. ВП от 15.12.1915, стр. 8)
- Высочайшее благоволение (ВП от 15.05.1916), — за отличия в делах против неприятеля
- Георгиевское оружие (утв. ВП от 31.12.1916), — …за то, что состоя командиром 4-й батареи 32-й артиллерийской бригады, в бою 28-го сентября 1915 года на р. Стрыпе, находясь все время в исключительной опасности на передовом наблюдательном пункте в сфере действительного ружейного огня австрийцев, искусно руководя огнем группы своих батарей, в значительной мере ослабил артиллерийский огонь противника, разрушил его окопы и часть препятствий перед ними, привел к молчанию несколько пулеметов и сбил выехавшую во время нашей атаки противоштурмовую батарею австрийцев, чем дал возможность не только овладеть укрепленной позицией противника у Маковой горы, но и переброситься на западный берег р. Стрыпы и захватить около 1000 пленных, 5 пулеметов и другие трофеи[20].
- Орден Святого Георгия 4-й степени (утв. ПАФ от 31.07.1917), — …за то, что, будучи командиром 4-й батареи 32-й артиллерийской бригады, в чине подполковника, в боях 22 и 28 мая 1916 г., руководя группой артиллерии 11-го армейского корпуса из 31 батареи, находясь под сильным действительным огнем, произвел ряд разведок позиции противника, искусно разместил группы батарей и, управляя огнем их во время боя, подавил огонь траншейной артиллерии и настолько ослабил ружейный и пулеметный огонь, что дал возможность нашей пехоте с малыми потерями прорвать две линии расположения противника и выйти в тыл высот, составлявших опору всего расположения противника, которые и были им очищены, благодаря чему корпус получил возможность без боя продвинуться до р. Прут; в бою 4 июня он же, руководя артиллерийской подготовкой атаки черновицкого тет-де-пона, разрушил его северный и северо-восточный фасы, после чего тет-де-пон был занят почти без потерь нашей пехотой, причем 1500 человек из числа защитников были взяты в плен, а остальные перебиты; взятие предмостного укрепления дало возможность форсировать р. Прут[21].